# La Loma, Mariano Escobedo
La Loma är en ort i Mexiko.   Den ligger i kommunen Mariano Escobedo och delstaten Veracruz, i den sydöstra delen av landet, 220 km öster om huvudstaden Mexico City. La Loma ligger 1 563 meter över havet och antalet invånare är 215.
Terrängen runt La Loma är kuperad österut, men västerut är den bergig. Runt La Loma är det mycket tätbefolkat, med 1 361 invånare per kvadratkilometer. Närmaste större samhälle är Orizaba, 7,7 km söder om La Loma. Trakten runt La Loma består till största delen av jordbruksmark.